# Xianju
Xianju, även känt som Sienkü, är ett härad som lyder under Taizhous stad på prefekturnivå i Zhejiang-provinsen  i östra Kina.
Befolkningen uppgick till 342 700 invånare vid folkräkningen år 2010, varav cirka 98 000 invånare bodde i huvudorten Xianju. Häradet var år 2010 indelat i åtta köpingar (zhen) och elva socknar (xiang). 